# 亞美尼亞禮天主教希臘教長區
亞美尼亞禮天主教希臘教長區（拉丁語：Ordinariatus Graeciae）是一個服務希臘亞美尼亞禮東儀天主教教友的教長區。
教長區成立於1925年12月21日。2009年有一名司鐸、兩個堂區（分別位於首都雅典及其外港比雷埃夫斯）、300名教友。目前教長之位處於出缺狀態。